# Jemnice
Jemnice (niem. Jamnitz) − miasto na Morawach w Czechach, w kraju Wysoczyna. Według danych z 31 grudnia 2003 powierzchnia miasta wynosiła 3 242 ha, a liczba jego mieszkańców 4 311 osób.

## Demografia
| Rok             | 1970  | 1980  | 1991  | 2001  | 2003  |
| --------------- | ----- | ----- | ----- | ----- | ----- |
| Liczba ludności | 3 802 | 4 011 | 4 282 | 4 308 | 4 311 |

Źródło: Czeski Urząd Statystyczny